# Emil Brunner
Emil Brunner, född den 23 december 1889, död den 6 april 1966, var en schweizisk teolog.
Brunner blev 1924 professor i praktisk teologi i Zürich. Brunner företräder den så kallade dialektiska teologin i anslutning till Karl Barth och hävdar under avvisande av all upplevelsefromhet Guds ord som en uppenbarelse, som inte kan begripas eller upplevas, tillgänglig endast för tron, samt betonar kristendomens överväldsliga, stränga och krävande karaktär. Av Brunners skrifter märks Erlebnis, Erkenntnis und Glaube (1921, 3:e upplagan 1923), Die Mystik und das Wort (1924), Philosophie und Offenbarung (1925), Religionsphilosophie (1926) och Der Mittler (1927).